# راهول گاندی
راهول گاندی (انگلیسی: Rahul Gandhi؛ زادهٔ ۱۹ ژوئن ۱۹۷۰) سیاست‌مدار اهل هند است. وی فرزند راجیو گاندی و سونیا گاندی است.